# 三喜トラベルサービス
三喜トラベルサービス株式会社（さんきトラベルサービス）は、東京都千代田区に本社を置く近畿日本ツーリストグループの旅行会社。

## 概要
医師や看護師、薬剤師などの医療従事者や製薬会社、医療機器製造会社などの従業員に対して、国際会議や学会・会議、視察旅行の企画・送迎を専門に取り扱う旅行会社。医療従事者のための国内出張の手配も行っている。
2006年、近畿日本ツーリストの資本参加により、完全子会社となる。これにより、近畿日本ツーリストが主催する「メイト」や「ホリデイ」といったパック旅行も取り扱うようになった。

## 沿革
- 1975年（昭和50年）4月 - 三喜トラベルサービス株式会社として設立。
- 1980年（昭和55年）4月 - 株式会社国際会議情報センターを吸収合併。
- 1980年（昭和55年）4月 - 太平洋観光株式会社（現在のPTS）大阪営業所を営業譲渡され、大阪営業所を開設。
- 2006年（平成18年）4月 - 近畿日本ツーリストの子会社となる。
- 2021年（令和3年） - 本社を東京都千代田区に移転。

## 事業所
- 公式サイト「連絡先」を参照。